# Tsavo (fiume)
Lo Tsavo è un fiume del Kenya. Nasce nella regione del Parco nazionale dello Tsavo (a cui dà nome), nei pressi dei confini della Tanzania, e scorre verso est, fino a confluire nel sistema fluviale Athi-Galana-Sabaki. Costituisce un elemento importante nell'ecosistema del parco dello Tsavo, e abbonda di pesci. 
È diventato famoso per due leoni, chiamati i mangiatori di uomini dello Tsavo, che nel 1898, sbranarono 35 operai addetti alla costruzione della ferrovia vicino al fiume. Furono abbattuti, dopo numerosi tentativi, dallo stesso capo dei lavori: il colonnello John Henry Patterson.